# Dorio
Dorio är en ort och kommun i provinsen Lecco i regionen Lombardiet i Italien. Kommunen hade 316 invånare (2018).